# ألديمير فييرا
ألديمير فييرا (بالبرتغالية: Ademir Vieira‏) هو لاعب كرة قدم برازيلي في مركز الوسط، ولد في 21 أكتوبر 1951 في ساو باولو في البرازيل. لعب مع سيلتا فيغو ونادي بورتو.